# Svensk Musik med Mission
Svensk Musik med Mission (SMM), tidigare Svenska Missionskyrkans Musikkårer (SMM), är en sammanslutning av musikkårer inom i första hand Equmeniakyrkan men i organisationen ingår även musikkårer från Svenska Alliansmissionen. SMM bildades 1950 och består av drygt 50 musikkårer med sammanlagt cirka 850 musiker. Förbundet har en samverkande och stödjande funktion gentemot de lokala orkestrarna och upprätthåller ett nationellt notarkiv. SMM har även tre nationella ungdomsorkestrar och arrangerar årligen tre sommarmusikskolor.